# Stephen Maturin
Stephen Maturin (Esteban Maturin y Domanova) bohater cyklu powieściowego Patricka O’Briana.
Nieślubny syn irlandzkiego oficera w służbie hiszpańskiej i katalońskiej szlachcianki. Wybitny lekarz oraz filozof naturalny ze szczególnym upodobaniem do ornitologii. Uwielbia muzykę i gra na wiolonczeli.
Bliski przyjaciel Jacka Aubreya, oficera brytyjskiej Royal Navy. W większości powieści cyklu Maturin jest lekarzem pokładowym na dowodzonych przez Aubreya okrętach. Służba w marynarce wojennej jest jednak tylko przykrywką dla pracy Maturina dla wywiadu brytyjskiej marynarki wojennej.
Maturin w młodości był związany z irlandzkim ruchem wyzwoleńczym a następnie walką Katalonii o niepodległość. To, że służy Brytyjczykom, pomimo wcześniejszej walki przeciwko ich panowaniu nad Irlandią, tłumaczy koniecznością walki z największym złem jakim jest dla niego Napoleon Bonaparte.
Na podstawie dwóch książek z cyklu o przygodach Jacka Aubreya i Stephena Maturina powstał film Pan i władca: Na krańcu świata, w którym w rolę Stephena Maturina wcielił się Paul Bettany.